# Amitābha
Pour les articles homonymes, voir Amida et Amitabha (oiseau).
 (juin 2022).
Amitābha, Amitāyus ou encore Amida, en japonais 阿弥陀, est un bouddha du bouddhisme mahayana et vajrayana. Il règne sur la « Terre pure Occidentale de la Béatitude » (sanskrit: Sukhāvatī, tibétain: འོད་དཔག་མེད། aod dpag med, chinois: Xīfāng jílè shìjiè, ja.: saihō goraku sekai 西方極樂世界), un monde merveilleux, pur, parfait, libre de mal et de souffrance. Cette terre pure, lieu de refuge en dehors du cycle des transmigrations — équivalent du nirvāņa selon certaines conceptions — est au centre des croyances et pratiques des écoles de la Terre pure. Ce bouddha, qu'on appelle aussi le bouddha des bouddhas, est très populaire chez les mahāyānistes, en particulier dans le monde chinois, en Corée, au Japon, au Tibet, au Laos, au Cambodge et au Viêtnam. 
Dans la statuaire, Amitābha est représenté comme le Bouddha Shakyamuni, mais avec les gestes (mudrā) de la méditation ou de la transmission de la loi.

## Nom
Ce bouddha, par la popularité de son culte, est connu sous de plusieurs noms, en fonction de la langue utilisée. 
Originellement, en sanskrit, il possède deux noms : Amitābha (sanskrit : अमिताभ), littéralement Lumière-Infinie ; et Amitāyus (sanskrit : अमितायुस्), littéralement Vie-Infinie (d'amita : infini, non-mesuré, indéterminé ; et āyus : vie, longue vie).
En Chine, au Japon, en Corée et au Viêt Nam, il est connu sous les noms chinois provenant des sûtras qui le concernent. Le nom de Amida est une abréviation sino-japonaise de ses deux noms sanskrits,. La première partie de chacun de ses deux noms sanskrits y est phonétiquement transcrite, avec l'ajout du caractère signifiant Bouddha — soit « le Bouddha Amit » ou aussi Amida.

## Origine
Amitābha, ainsi que la notion de sa terre de bouddha et ses sutras — Grand Sūtra de Vie-Infinie, ch. et le Sūtra d’Amida — furent introduits en Chine entre 150 et 200 par le moine parthe An Shigao et par d'autres comme Zhu Shuofo (竺朔佛). Le moine kouchanais Lokakshema les a traduits en chinois. Amitābha est inconnu dans le bouddhisme ancien, et l’on peut penser que son culte s’est développé dans les premiers temps de l’ère commune. 

### Datation

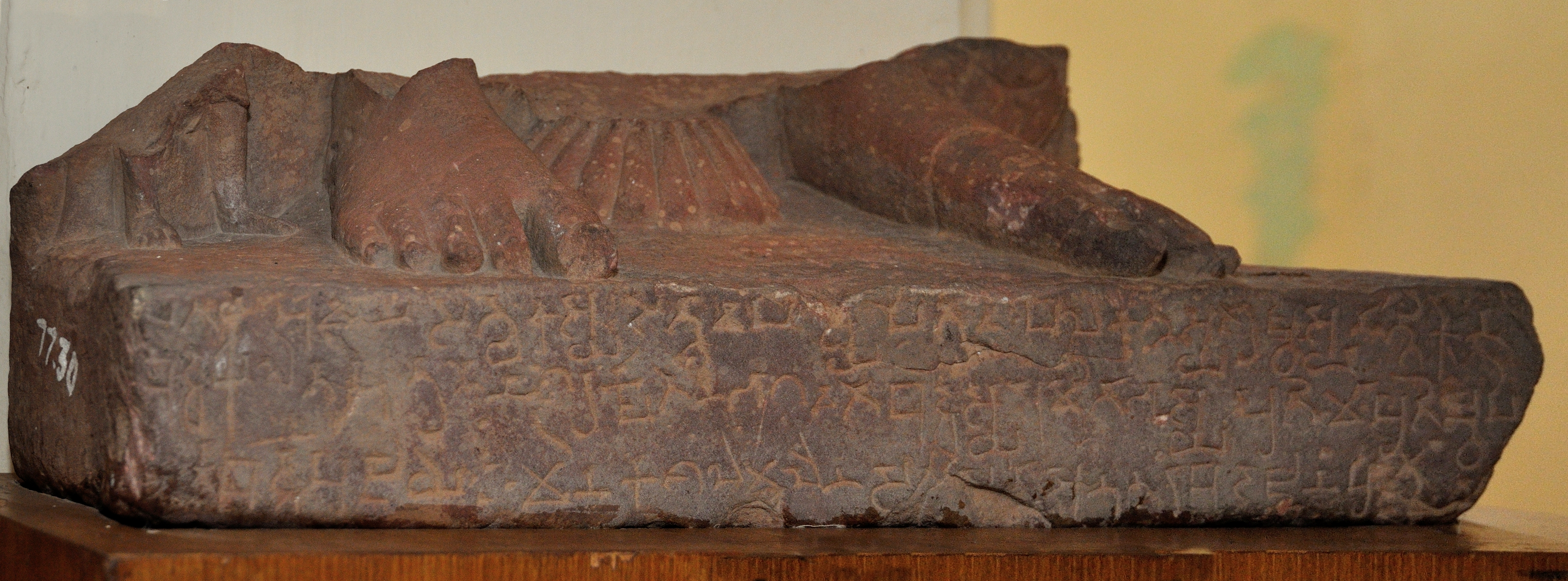
Le socle de statue dont l'inscription comprend la première mention d'Amitabha que l'on ait. Début du Ier siècle. Musée de Mathura (Inde).

On a trouvé en 1977 à Govind-Nagar, près de l'actuelle Mâthura (Inde), le socle d'une statue de bouddha qui portait une inscription dédiée au « Bienheureux Bouddha Amitâbha » et datée de la 26e année du règne de Huvishka (roi de l'Empire kouchan), ce qui, selon les chercheurs, correspond à l'an 104 ap. J.-C. C'est là le premier document que nous possédions sur ce bouddha, et de surcroît, un des plus anciens — voire le plus ancien — témoignage daté du bouddhisme du Grand véhicule,,,.
Son nom (Lumière-Infinie), son origine géographique et la notion de son paradis ont fait penser à une influence persane, mais sans aucune preuve.
L’école de la Terre pure fait remonter son existence en Chine au début du Ve siècle, avec la constitution par le moine Huiyuan  en 402 sur le mont Lushan de la première communauté, dont les adeptes adoptent la visualisation d'Amitābha parmi leurs pratiques de méditation et aspirent à renaître dans la terre pure du bouddha afin de poursuivre leur perfectionnement spirituel à l'abri des troubles du monde. Le mouvement prit son essor avec Tánluán (476-542), puis Dàochuò (562-645) et Shàndǎo (613-681), qui systématisèrent la doctrine. À la fin du XIIe siècle, fut créée au Japon l'école Jodo Shu (« école de la Terre pure ») par le moine Hōnen (1133-1212), et l'école Jōdo-Shinshū (« véritable école de la Terre pure »), par son disciple Shinran (1173-1262）.

## Amitābha dans le vajrayāna

### Au Tibet

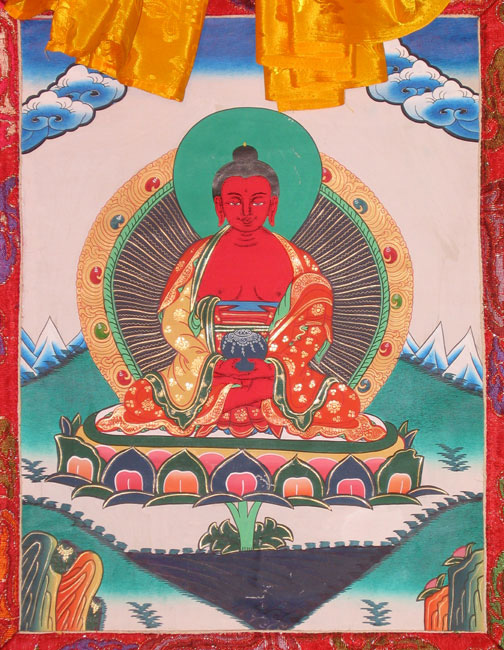
Le Bouddha Amitābha dans le bouddhisme tibétain, peinture traditionnelle sur Thangka.

Les instructions sur la pratique du bouddha Amitābha furent introduites au Tibet au VIIIe siècle par le maître  indien Padmasambhava. Cette pratique est redécouverte par Mingyour Dorje (1645-1667), un des vingt-et-un principaux tertöns.
Le vajrayana en fait l'une des composantes de la nature du bouddha, soit en complément du seul bouddha Akshobhya, soit associé à quatre autres bouddhas de sagesse ou bouddhas de cinq directions (ch. Wǔfāngfó 五方佛) : Vairocana au centre, Akshobhya à l'est, Ratnasambhava au sud et Amoghasiddhi au nord.
Parmi les mantras tibétains qui lui sont associés, il en existe un long Om Ama Rani Dzi Ouèn Ti Yé Soha et un court Om ami dhewa hri.

Tsepamé (tibétain : ཚེ་དཔག་མེད, Wylie : tshe dpag med) est considéré comme la forme Sambhogakāya d’Amitabha. Il est représenté avec la couleur rouge et en position de méditation, tenant entre ses mains un vase contenant de l’amrita, le nectar d’immortalité qui confère la longévité, et un arbre ashoka (antalgique) pousse du vase.

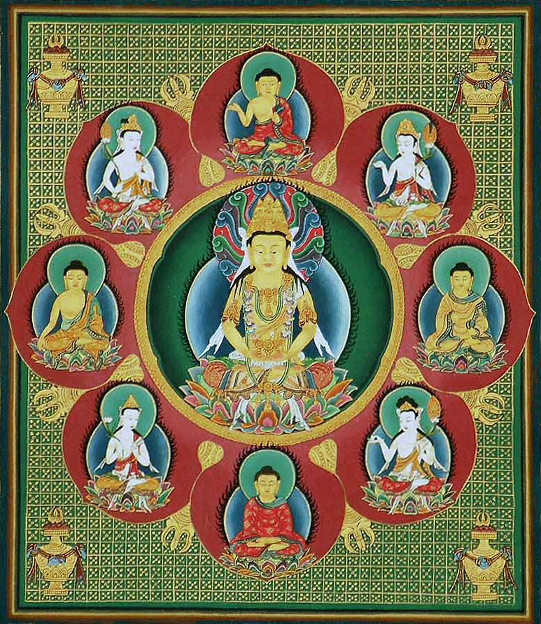
Maņdala-Amitābha est en bas opposé à Ratnaketu, remplacé ultérieurement par Akshobhya

Le vajrayana l'a  incorporé dans l’élaboration ésotérique des cinq bouddhas de sagesse, (bouddhas de dhyani ou jinas), avec Vairocana, Akşobhya, Ratnasambhava, et Amoghasiddhi.  On peut le voir sur les mandalas dits « de la Terre de diamant » les représentant à l’opposé d’Akşobhya (parfois Ratnaketu). Il est associé à l’Ouest et sa couleur est en général le rouge, couleur du soleil couchant, de la compassion, de l’amour bienveillant et de la puissance émotionnelle. C'est le bouddha le plus accessible.
Une autre élaboration se concentre sur le couple Amitābha / Akshobhya, représentant respectivement la compassion et l'impassibilité, deux éléments complémentaires. Akşobhya règne sur le paradis oriental (Abhirati) de la Terre de diamant.
On trouve souvent Amitābha sous sa forme parée, Amitāyus, ou en union avec sa parèdre Pandara, ainsi qu'en compagnie d'Avalokiteśvara. Son effigie se retrouve très souvent dans la coiffe de ce dernier, considéré comme le chef de la lignée.
On l’appelle également Lokanātha (« seigneur du monde ») ou Padmapaņi (« qui a un lotus à la main ») [réf. souhaitée].
Le panchen-lama, l’un des maîtres principaux, après le dalaï-lama, de l’école des Gelugpa du bouddhisme tibétain, est considéré comme étant une des émanations d’Amitābha.

### Au Japon
Au Japon, on le retrouve dans le bouddhisme ésotérique shingon où il appartient au cycle des treize bouddhas et à ce titre est invoqué par sa dharani ou son mantra court Om amrita teja hara hum deux ans après un décès. Mantra en japonais : Om Amirita teisei kara un (sanskrit : oṃ amṛta teje hara hūṃ. Amrita : immortel ; teje : lumière ; hara : apporter. En tibétain : ཨོཾ་ཨ་མྲྀ་ཏ་ཏེ་ཛེ་ཧ་ར་ཧཱུྃ།.

## La Terre pure de l'Ouest

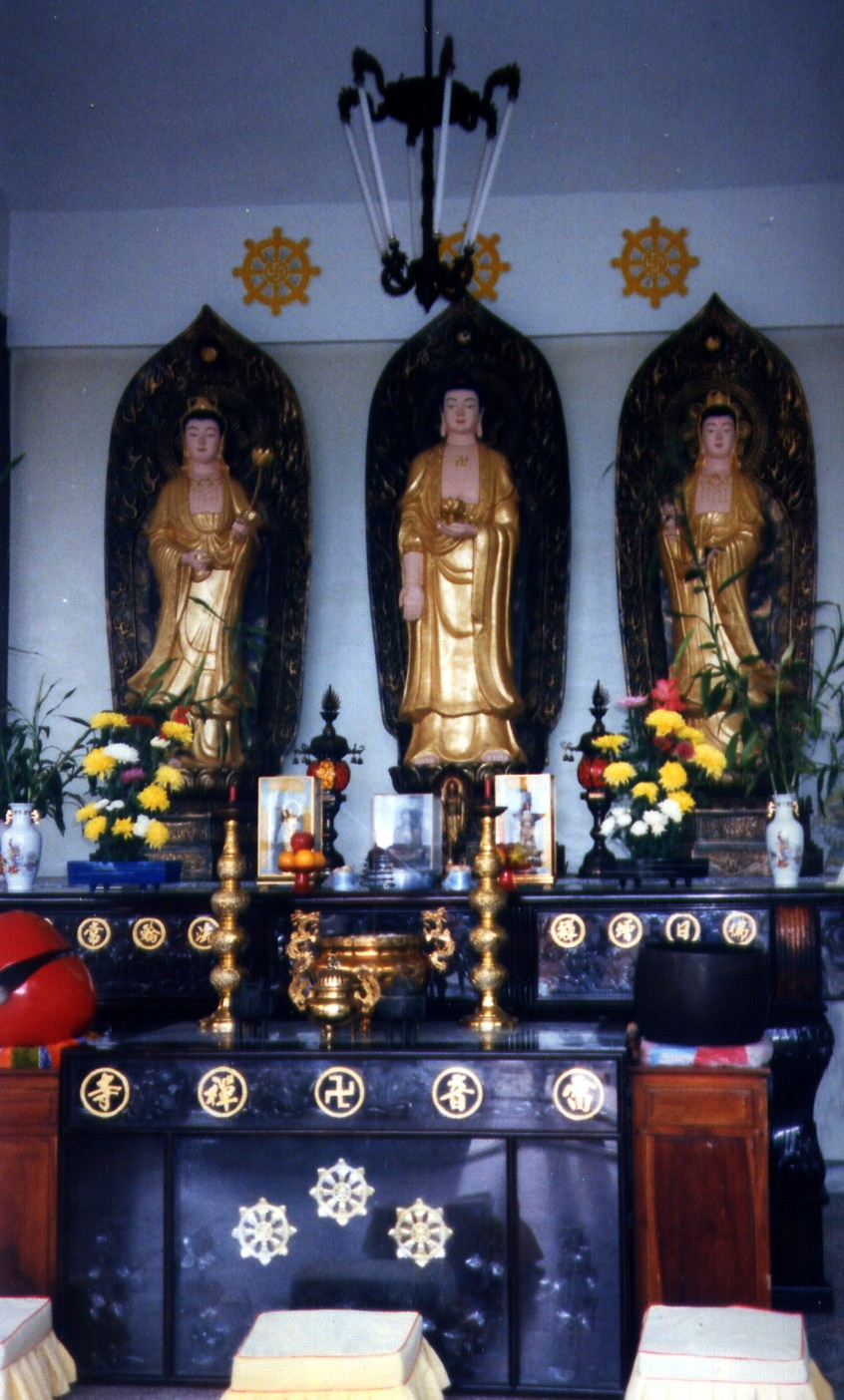
La triade de la Terre Pure dans un temple taïwanais ; de gauche à droite: Avalokiteśvara, Amitābha, Mahāsthāmaprāpta

Amitābha est considéré comme le créateur de la Terre pure occidentale de la Béatitude (Sukhāvatī) décrite dans le Sūtra des contemplations de Vie-Infinie ; les deux grands bodhisattvas Avalokiteśvara et Mahasthamaprapta (Mahāsthāmaprāpta) sont ses deux assistants (le second est remplacé par Vajrapani dans certaines traditions telles que le bouddhisme tibétain) : ils l'aident à accueillir dans sa Terre pure tous ceux de toutes les directions qui ont rempli les conditions d'y parvenir. C'est la raison pour laquelle ils sont appelés « les trois Saints de l'Ouest » (chinois: Xīfāng sānshèng 西方三聖). Dans les monastères de la Terre pure ou sur les effigies, ils sont présentés ensemble avec Amitābha au milieu et Avalokiteśvara à sa droite (c'est-à-dire à notre gauche) et Mahāsthāmaprāpta (ou Vajrapani) à sa gauche (c'est-à-dire à notre droite). 
Dans le bouddhisme populaire et la religion chinoise, Amitābha (Amituofo) et Avalokiteśvara (Guanyin) ont souvent la même fonction : ils ont tous deux promis de ne pas entrer dans le nirvana tant que tous les êtres n’y seraient pas. Avoir foi en cela, le vouloir et réciter constamment le nom de ces bouddhas sont les trois conditions nécessaires pour entrer dans ce domaine du bonheur infini.

## Légende du bouddha Amitābha
Dans le mahāyāna Sukhāvatīvyūhasūtra ou sûtra de la Vie-Infinie, le bouddha Shakyamuni relate l'histoire du bouddha Amitābha: Un roi se rendit auprès du bouddha Lokeśvararāja pour prendre vœu de bodhisattva. Il résolut de devenir un bouddha régnant sur une terre pure où pourraient entrer tous ceux qui l'invoqueraient. Il prononça 48 vœux (四十八願).

## Utilisation

### Invocation au Bouddha Amitabha

Bouddha Amida de Kamakura au Japon

La récitation du nom d'Amitābha (ch : niànfó 念佛 ; jp : nenbutsu) (littéralement : remémoration du Bouddha) est une pratiquée fondamentale des écoles de la Terre Pure, dont ce bouddha est le plus vénéré. Certaines branches considèrent même que cette pratique suffit à elle seule pour accéder à la Terre pure d'Amitābha.
Cette invocation est : 
sk: Nāmo Amitabueddhāya,
ch: Námó Ēmítuó fó, 南無阿弥陀佛 ; 
jp: Namu Amida butsu 南無阿弥陀仏 ;
ko: namu Amita-bul 나무아미타불 ;
vi: Nam mô A Di Đà Phật 阿彌陀佛 ;
En dehors même de la pratique de la Terre Pure, ces invocations se voient attribué un pouvoir spirituel et protecteur. Ainsi, les formes simplifiées chinoise (Amituofo) et vietnamienne (A Di Đà Phật), servent  de formule de salutation aux moines ou aux fidèles pieux lorsqu'ils se rencontrent, notamment à la pagode les jours de cérémonies ; de même, elle est parfois utilisée par les masses populaires orientales pour exprimer un choc ou une forte émotion (de la même façon que les chrétiens s'exclament « Mon dieu ! »)[réf. nécessaire].

### Mantra de renaissance
Afin de renaître dans la Terre pure Occidentale de la Béatitude, à part l'invocation à Amitābha, on récite souvent le mantra suivant (en sanskrit) de ce bouddha : Namo Amitābhāya Tathāgatāya. Tadyathā, om, amritodbhave, amrita siddham bhave, amrita vikrānte, amrita vikrānta, gamini gagana kīrti-karī svāhā[réf. nécessaire].

## Temples de la Terre pure
- Temple d'Amitābha au Népal.
- Namsa dabisda amitabha[Quoi ?] en Inde
- Temple d'Amitabha de la Terre pure (à proximité de Limoges)